# هودیکسوال
شهر هودیکسوال (به سوئدی: Hudiksvall) در ناحیه شهری هودیکسوال در کشور سوئد واقع شده‌است. جمعیت این شهر ۱۵۲۹٫۰۲  نفر است.